# Pescatore (Enrico Fonda)
Pescatore è un dipinto di Enrico Fonda. Eseguito verso il 1925, appartiene alle collezioni d'arte della Fondazione Cariplo.

## Storia
L'opera fu una delle due esposte alla I Mostra del Novecento Italiano (Milano, 1926), e in quell'occasione venne acquistata dalla Fondazione Cariplo per interessamento di Margherita Sarfatti.

## Descrizione
Si tratta di un'opera dal soggetto di ispirazione istriana, ma di esecuzione già influenzata dai canoni di Novecento, gruppo che Fonda frequentò fin dal trasferimento a Milano nel 1924.